# Wiggle Honda/Saison 2015
Dieser Artikel befasst sich mit dem Kader und den Erfolgen des Radsportteams Wiggle Honda in der Saison 2015.
Das Team gewann 2015 27 Rennen des internationalen Kalenders und sechs nationale Meisterschaften. Zu den größten Erfolgen zählten die Siege in Weltcuprennen durch Elisa Longo Borghini bei der Flandern-Rundfahrt und Jolien D’hoore bei der Open de Suède Vårgårda. Das Team belegte in der Gesamtwertung des Rad-Weltcup der Frauen 2015 den zweiten Rang und war am Saisonende in der UCI-Weltrangliste auf Rang drei platziert.

## Team
| Fahrerin             | Geburtsdatum       | Nationalität           |
| -------------------- | ------------------ | ---------------------- |
| Mara Abbott          | 14. November 1985  | Vereinigte Staaten     |
| Giorgia Bronzini     | 3. August 1983     | Italien                |
| Anna Christian       | 6. August 1995     | Vereinigtes Königreich |
| Audrey Cordon        | 22. September 1989 | Frankreich             |
| Jolien D’hoore       | 14. März 1990      | Belgien                |
| Annette Edmondson    | 12. Dezember 1991  | Australien             |
| Emilia Fahlin        | 24. Oktober 1988   | Schweden               |
| Mayuko Hagiwara      | 16. Oktober 1986   | Japan                  |
| Chloe Hosking        | 1. Oktober 1990    | Australien             |
| Dani King            | 21. November 1990  | Vereinigtes Königreich |
| Elisa Longo Borghini | 10. Dezember 1991  | Italien                |
| Peta Mullens         | 8. März 1988       | Australien             |
| Amy Roberts          | 24. Dezember 1994  | Vereinigtes Königreich |
| Eileen Roe           | 24. September 1989 | Vereinigtes Königreich |
| Anna Sanchis         | 18. Oktober 1987   | Spanien                |

## Erfolge
| - Australische Meisterschaften – Straßenrennen – Peta Mullens - Omloop van het Hageland – Jolien D’hoore - Acht van Westerveld – Giorgia Bronzini - Ronde van Drenthe – Jolien D’hoore - Cholet-Pays de Loire – Audrey Cordon - Flandern-Rundfahrt – Elisa Longo Borghini - Energiewacht Tour, 1. Etappe – Jolien D’hoore - Tour of the Gila, 1. Etappe – Mara Abbott - Tour of the Gila, 5. Etappe – Mara Abbott - Gesamtwertung Tour of the Gila – Mara Abbott - 7-Dorpenomloop Aalburg – Chloe Hosking - Tour of Chongming Island World Cup – Giorgia Bronzini - Diamond Tour – Jolien D’hoore - Women’s Tour, 2. Etappe – Jolien D’hoore - Französische Meisterschaften – Einzelzeitfahren – Audrey Cordon - Spanische Meisterschaften – Einzelzeitfahren – Anna Sanchis - Spanische Meisterschaften – Straßenrennen – Anna Sanchis | - Belgische Meisterschaften – Straßenrennen – Jolien D’hoore - Japanische Meisterschaften – Straßenrennen – Mayuko Hagiwara - Giro d’Italia Femminile, 6. Etappe – Mayuko Hagiwara - Giro d’Italia Femminile, 8. Etappe – Mara Abbott - BeNe Ladies Tour, 1. Etappe – Jolien D’hoore - BeNe Ladies Tour, 2a. Etappe – Jolien D’hoore - BeNe Ladies Tour, 2b. Etappe – Jolien D’hoore - Gesamtwertung BeNe Ladies Tour – Jolien D’hoore - Tour de Bretagne Féminin, 3. Etappe – Mayuko Hagiwara - La Route de France, 2. Etappe – Giorgia Bronzini - La Route de France, 3. Etappe – Elisa Longo Borghini - La Route de France, 5. Etappe – Elisa Longo Borghini - La Route de France, 6. Etappe – Giorgia Bronzini - Gesamtwertung La Route de France – Elisa Longo Borghini - Open de Suède Vårgårda – Jolien D’hoore - Boels Rental Ladies Tour, 1. Etappe – Jolien D’hoore - Giro dell’Emilia Donne |